# Rosoy-sur-Amance
Pour les articles homonymes, voir Rosoy.
Rosoy-sur-Amance est une ancienne commune française du département de la Haute-Marne en région Grand Est. C'est une commune associée de Haute-Amance depuis 1972.

## Géographie
Ce village est situé sur l'Amance et en bordure de la ligne de Paris-Est à Mulhouse-Ville.

## Histoire
Le 1er novembre 1972, la commune de Rosoy-sur-Amance est rattachée à celle de Haute-Amance sous le régime de la fusion-association.

## Politique et administration
| Période                                  | Période | Identité          | Étiquette | Qualité     |
| ---------------------------------------- | ------- | ----------------- | --------- | ----------- |
| 1921                                     | 1947    | Léon Parisot      |           | agriculteur |
| 1947                                     | 1948    | Frédéric Joly     |           |             |
| 1949                                     | 1971    | Henri Vaudin      |           | agriculteur |
| 1971                                     | 1972    | Gilbert Voillemin |           |             |
| Les données manquantes sont à compléter. |         |                   |           |             |

| Période                                  | Période  | Identité            | Étiquette | Qualité |
| ---------------------------------------- | -------- | ------------------- | --------- | ------- |
| 1972                                     | 1989     | Gilbert Voillemin   |           |         |
| 1989                                     | En cours | Jean-Marie Guichard |           |         |
| Les données manquantes sont à compléter. |          |                     |           |         |

## Démographie
| 1806 | 1821 | 1831 | 1836 | 1841 | 1846 | 1851 | 1856 | 1861 |
| ---- | ---- | ---- | ---- | ---- | ---- | ---- | ---- | ---- |
| 574  | 515  | 584  | 624  | 650  | 663  | 663  | 643  | 599  |

| 1866 | 1872 | 1876 | 1881 | 1886 | 1891 | 1896 | 1901 | 1906 |
| ---- | ---- | ---- | ---- | ---- | ---- | ---- | ---- | ---- |
| 578  | 575  | 551  | 562  | 530  | 526  | 494  | 470  | 468  |

| 1911 | 1921 | 1926 | 1931 | 1936 | 1946 | 1954 | 1962 | 1968 |
| ---- | ---- | ---- | ---- | ---- | ---- | ---- | ---- | ---- |
| 440  | 375  | 333  | 358  | 341  | 363  | 325  | 321  | 285  |

## Lieux et monuments

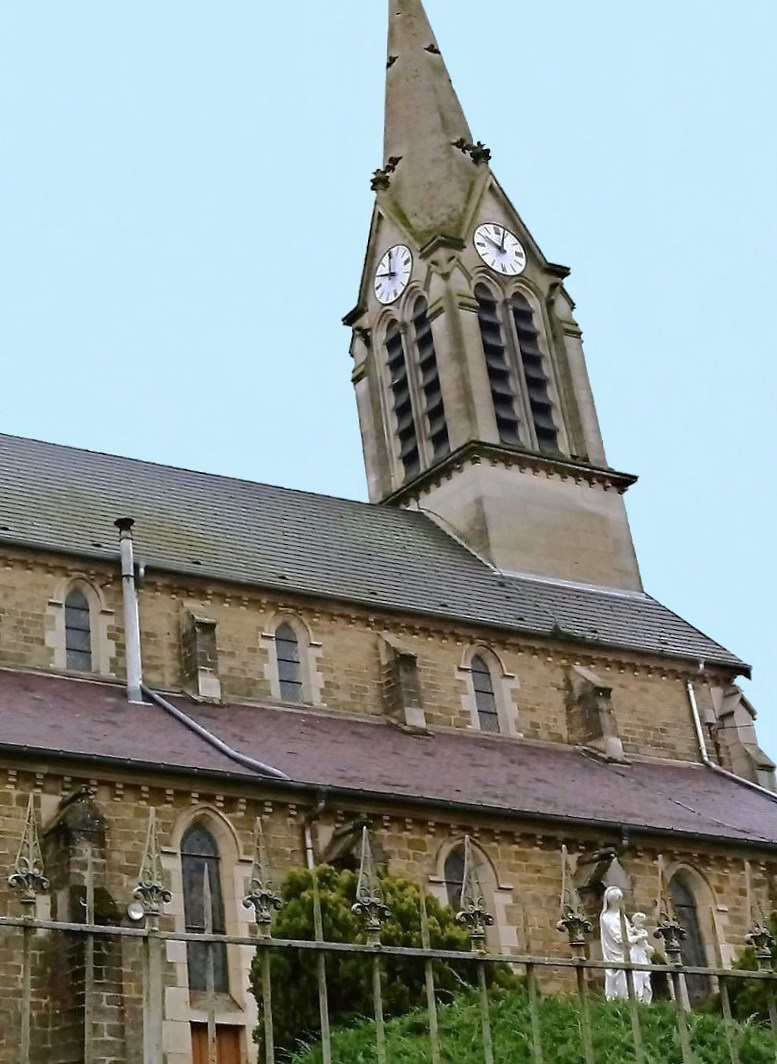
L'église Saint- Gengoulph

- L'église Saint-GengoulphL'église Saint- Gengoulph